# Avrolles
Avrolles est une ancienne commune du département de l'Yonne (Bourgogne), fusionnée le 1er janvier 1971 avec Saint-Florentin.

## Géographie

### Situation
Avrolles se situe dans le Pays d'Othe, à proximité de la forêt d'Othe (nord du département). Le village est à 4 km à l'ouest de Saint-Florentin par la D905, et à 8 km à l'est de Brienon-sur-Armançon par la D943. Il se trouve dans la partie nord-ouest de la commune de Saint-Florentin.

### Description
Le territoire est dominé par le mont Avrollot, qui s'étend en longueur vers l'Est et culmine à 194 m sur Venizy ; au nord d'Avrolles, la pointe ouest du mont forme une butte aux coteaux relativement escarpés.

### Hydrographie
La limite nord-ouest de la commune de Saint-Florentin est marquée sur 1,8 km par le Créanton, qui prend source à Chailley au nord et conflue avec l'Armançon 5 km en aval du village.

Le Créanton contourne par l'ouest la butte du mont Avrollot. Avrolles, se trouvant au sud-ouest du mont, est à 500 m de la rive gauche (côté Est) de la rivière.

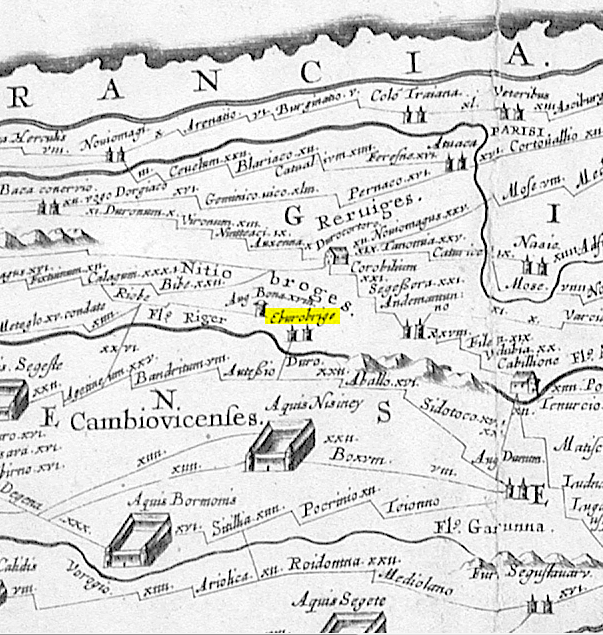
Eburobriga
sur la table de Peutinger

## Toponymie
Le nom d'Avrolles provient du celtique Eburobriga, qui signifiait la forteresse de l'if (eburo = if et briga = à la fois mont et fort) ; il existait également un Eburobriga au Portugal, aujourd'hui Alcobaça).
Après Eburobriga on trouve Evrobola (époque gallo-romaine), Evrola (XIe), Ebrolia (1171), Avrolia (1264), Evrole (1297/1308), Everoles et Averoles (XIVe), Evroles (XVIIIe), puis Avrolles.

## Histoire

### Préhistoire, Protohistoire
Au Paléolithique des chasseurs nomades fréquentaient les environs, attirés par les forêts et l'eau.
À leur suite, les hommes du Néolithique ont défriché les terres riveraines de l'Armançon mais aussi celles du fond de vallée du Créanton ; ils y ont laissé de nombreux outils. Ce fond de vallée est occupé sans interruption notable jusqu'à la fin de l'âge du bronze.
Vers la fin du Néolithique, soit environ 2000 ans av. J.C., le mont Avrollot est occupé et peut-être est-il alors fortifié, tandis que les terres de fond de vallée sont toujours cultivées.
Au Hallstatt (entre 750 et 400 av. J.-C.), soit dans la première partie de l'âge du fer, le mont Avrollot voit la construction d'une première défense : une levée de terre surmontée d'une palissade en bois.

### Période gauloise
La pointe ouest du mont Avrollot est occupée par les Gaulois. Ils y construisent un oppidum en élevant un mur gaulois (mélange de pierres et de bois lié par des agrafes en fer forgé) de 150 m de long pour barrer cette pointe à l'est, les autres côtés étant protégés par les pentes abruptes de la pointe. Cette partie protégée de la pointe fait 350 m de long. Juste à côté sur la butte se trouve le camp de Barcena.

À la fin de la Tène (150 à 10 av J.C.) l'oppidum est à peu près abandonné, pendant que les terres légères de la vallée accueillent de nombreuses fermes gauloises.

### Période romaine
Les Romains reprennent l'oppidum gaulois. Eburobriga est mentionnée sur la table de Peutinger, qui lui attribue une importance certaine : elle y est signalée par le symbole (deux tours côte-à-côte) réservé aux grandes cités telles qu'Orléans ou Troyes. L'époque romaine voit un usage intensif des voies de communication et Eburobriga se situe à un carrefour important : s'y rencontrent la via Agrippa (Lyon-Boulogne), la voie de Sens à Alise-Sainte-Reine et une voie reliant Avrolles à Troyes.
Une ferme fortifiée, située à Duchy, (Le Duché ?) hameau d'Avrolles, aurait servi de résidence d'été à la reine Brunehilde. Elle s'était installé une forteresse appelée le château Florentin sur une île de l'Armançon, en contrebas de la ville actuelle de Saint-Florentin où une tour porte son nom. Elle ne fut pas capturée et tuée à cet endroit, mais à Orbe, près du lac de Neuchâtel.[réf. souhaitée]

### Moyen-Âge, époque moderne
Avrolles dépend du comté de Champagne, plus précisément du comté de Troyes d'abord, puis de la vicomté de Saint-Florentin nouvellement créée. La ville profite de la prospérité générale du comté de Champagne à l'époque des foires, se situant à mi-chemin entre Troyes (ville majeure de foire) et Auxerre (ville majeure du commerce du vin en France). 
Ville fortifiée, plusieurs fois ruinée au cours des guerres, elle est saccagée au cours des guerres de Religion par les Huguenots, et réduite à l'état de simple village. Selon d'autres sources, la ville compte 6 000 habitants et est tenue par un capitaine huguenot. Elle est rasée et ses habitants exterminés par une compagnie catholique venue de Brienon. Sept survivants trouvent refuge dans les bois. Brienon eut le privilège, en remerciement, d'accoler à son nom "L'Archevêque", jusqu'à la Révolution.

### Époque contemporaine
En 1804, un grand incendie détruit 112 maisons à Avrolles.

## Démographie
| 1911 | 1921 | 1926 | 1931 | 1936 | 1946 | 1954 | 1962 | 1968 |
| ---- | ---- | ---- | ---- | ---- | ---- | ---- | ---- | ---- |
| 417  | 398  | 427  | 448  | 413  | 388  | 412  | 451  | 460  |

## Lieux et monuments
- Les vestiges du camp fortifié romain sont toujours visibles au-dessus du village.
- Avrolles conserve une église du XVe siècle, dont la particularité est que le clocher est séparé de la nef par une allée de tilleuls.

## Personnalités locales
- Selon la légende, sainte Béate, martyrisée vers 275, fut enterrée à l'emplacement de l'ancienne église Sainte-Béate, occupé par l'actuel cimetière. Elle aurait été la sœur de saint Sidroine, également martyrisé sur l'ordre de l'empereur Aurélien.
- Étienne Finot, né et décédé à Avrolles (1748-1828). Clerc de notaire à Saint-Florentin puis huissier sergent à cheval au Châtelet, il fut maire d'Avrolles, député à la Convention nationale, et vota la mort du roi Louis XVI. Jacobin, il fit partie de la Commission des Vingt-et-un, chargée d'examiner la conduite de Le Bon. Inspecteur des Eaux et Forêts à Joigny sous l'Empire, il signa l'Acte additionnel lors des Cent-Jours et dut s'exiler en 1816 en Suisse, d'où il rentra amnistié en 1818.
- Félix Lordereau (1835-1920), homme politique, sénateur de l'Yonne de 1900 à 1909.

## La pomme d’Avrolles
Avrolles a associé son nom à une espèce réputée de pomme à cidre, la pomme d'Avrolles.

## Insolite
Le 30 septembre 1977, selon divers témoignages (particuliers, gendarmerie), plusieurs objets volants non identifiés auraient survolé Avrolles et les environs.